# 아리아 월리스

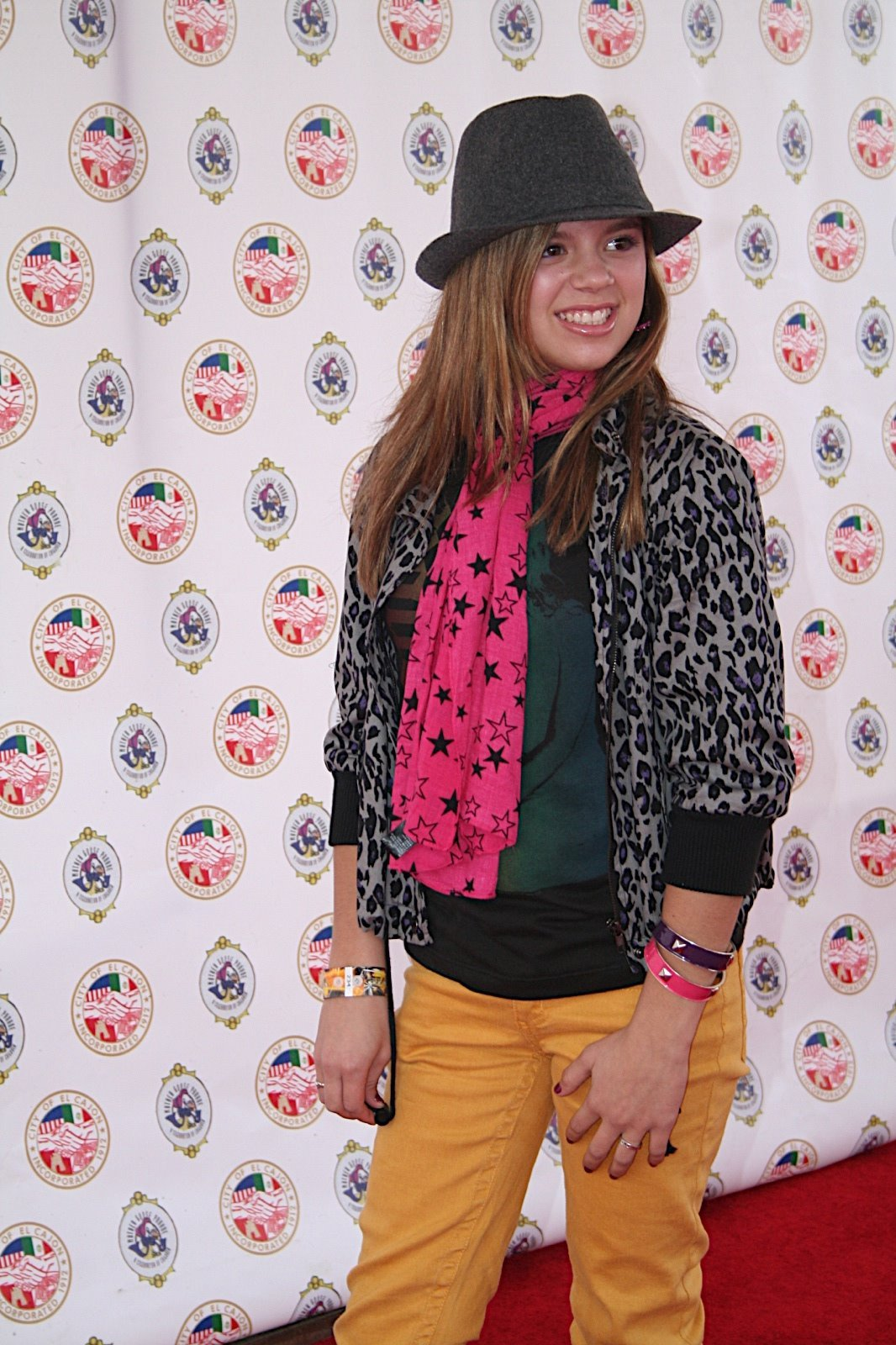

아리아 월리스(Aria Wallace, 1996년 11월 3일 ~ )는 미국의 배우, 가수, 음악가이다.
애틀랜타에서 태어났다.

## 출연 작품
- 스포크 (2010년)
- 퍼펙트 맨 (2005년) - 조 해밀톤 역

### 텔레비전
- 아이칼리 (2008-09)